# Erin Fitzgerald
Erin Dawn Fitzgerald, född den 21 september 1972 i Victoria, British Columbia, Kanada, är en tvåspråkig (engelsk- och franskspråkig) röstskådespelerska.

## Filmografi

### Animation
- The Adventures of Milo - diverse röster[1]
- A.T.O.M. - Dr. Rachelle Logan[1]
- Andy's Airplanes - Andy, mamma[1]
- Batgirl: Year One - Black Canary, Vicky Vale[1]
- Chavo - Phoebe och Gordon (från och med avsnitt 52)[1]
- Dead Space: Aftermath - Alexis Stross[1]
- D'Myna Leagues - diverse röster[1]
- Dragon Tales - Windy, Pooky, Hoppy
- Ed, Edd n Eddy - Tess (2000 och 2001-2009) och May Kratz (1999-2000 och 2001-2009)[1]
- Ever After High - Raven Queen, C.A. Cupid, Gus Crumb, Momma Bear, Baby Bear, The Ugly Stepsisters[1]
- Fat Dog Mendoza - Piranha Mae Hoover[1]
- Fable III - Jammi, Woman[1]
- Generation O - diverse röster[1]
- The Jungle Bunch - Batricia[1]
- Lego Playmobile Top Agents 2 - Catherine, Goggles, Reporter[1]
- Lego Friends - Lila, diverse röster[1]
- Littlest Pet Shop[1]
- Monster High - Abbey Bominable, Spectra Vondergeist, C.A. Cupid, Rochelle Goyle, Claire, Wydowna Spider (Webarella), Scarah Screams (2011-2014)[1]
- Gisele and The Green Team - Gisele[1]
- Paper Fox (animerad sagobok) - Trout, Spider, Fireflies[1]
- Polly Pocket - Shani, Lea[1]
- Rainbow Fish - Salmontha, Girly Girl[1]
- Roma - Lucilla[1]
- Sabrina: The Animated Series - Över 60 figurer, inklusive: Malissa, Ramona, Bolt, Perki Babble, Grima, Jane, James, Amanda, Witch, Lori, Ashley, Inky, Faery, cheerleaders, möss, diverse röster[1]
- Sherlock Holmes of the 22nd Century - diverse röster[1]
- Snezjnaja Koroleva - Luta, Mirror, Lake Gao, Princess, Una[1]
- What About Mimi - diverse röster[1]
- Wild Grinders - Stubford, Denise, Patti med flera[1]
- Winx Club 3D: Magical Adventure - Darcy, Griselda, Faery[1]
- Wondrous Myths and Legends - diverse röster[1]
- The Wood - Ursula, Honey[1]
- Troll Tales - Ophelia[1]

#### Anime
- 009 Re:Cyborg - 003/Françoise Arnoul[1]
- B-Daman Crossfire - Kaito, Rikis mamma[1]
- Beast Saga - Kumamoni-pojke, kvinna i staden[1]
- Bleach - Franceska Mila Rose, Mizuho Asano, Shota Toyokawa, Katen Kyokotsu Tachi, Katen Kyokotsu Wakizashi, Sogyo no Kotowari A&B[1]
- Bludgeoning Angel Dokuro-chan - Yuko, Tanabe, Princess[1]
- Hyperdimension Neptunia: The Animation - Noire[2]
- Jikū Tantei Genshi-kun - Soara, Linda[1]
- K - Chiho Hyuga, diverse röster[1]
- Kekkaishi - Atora Hanashima[1]
- Mazinkaiser SKL - Tsubasa Yuuki[1]
- Naruto Shippuden - Guren, Tokiwa[1]
- Persona 4: The Animation - Chie Satonaka[1]
- Pokémon Origins - Pojke, skolflicka, Silph Co.-presidentens sekreterare, Vulpix, Tentacool[1]
- Ranma ½ - Kodachi Kuno (säsong 5)[1]
- Saber Marionette J - Cherry, Luchs (avsnitt 1-13)[1]
- Saber Marionette R - Cherry[1]
- Sailor Moon (VIZ Medias dubb) - Ramua, Shakoukai[1]
- Sidonia no Kishi - Mozuku Kunato, Operator B, Announcers[1]
- Tanamonya Warriors - Elaine[1]
- Zetman - Hanako Tanaka[1]

### Datorspel
- .hack//G.U. Vol. 1 // Rebirth - Sakubo (Saku & Bo), Alkaid[1]
- .hack//G.U. Vol. 2 // Reminisce - Sakubo (Saku & Bo), Alkaid[1]
- .hack//G.U. Vol. 3 // Redemption - Sakubo (Saku & Bo), Alkaid[1]
- Ace Combat 6: Fires of Liberation - Matilda Herman[1]
- Adventure Time: The Secret of the Nameless Kingdom - Slumber Princess[3]
- Ar tonelico Qoga: Knell of Ar Ciel - Sasha, diverse röster[1]
- Bravely Default - Agnès Oblige, Til Arrior[1]
- Blazblue: Chronophantasma - Bullet[1]
- Bleach: The 3rd Phantom - Matsuri Kudo[1]
- Catherine - Trisha, Erica Anderson[1]
- Call of Duty: Black Ops 2 - diverse röster[1]
- Citizens of Earth - Beekeeper, 1940's Pilot, Hippy chick, Valley Club Girl, Cop, Lifeguard[1]
- Conception II: Children of the Seven Stars - Feene[1]
- Cross Edge - Morrigan Aensland [1]
- Danganronpa: Trigger Happy Havoc - Junko Enoshima (tillsammans med Amanda C. Miller), Genocide Jill[1]
- Danganronpa 2: Goodbye Despair - Junko Enoshima (tillsammans med Amanda C. Miller)[1]
- Dead or Alive 5 Ultimate - Rachel[1]
- Destroy All Humans! - Martha Turnipseed[1]
- Disgaea D2: A Brighter Darkness - Plenair, Rainier, kvinnlig Mothman, kvinnlig Fighter[1]
- Disgaea 3: Absence of Justice - Plenair, Stella, Pram, Priere, Cheerleader[1]
- Disney Princess Palace Pets - Beauty[1]
- Dragon's Crown - Sorceress, Faery, Medusa, Maiden[1]
- Dragon's Dogma - Althea, Nettie[1]
- Dragon's Dogma: Dark Arisen - Olra, Banshee[1]
- Dragonball Evolution (2009) - Chi-Chi[1]
- Dungeons & Dragons Online (Menace of the Underdark-expansionen) - Ana, Drow, Nature Spirit[1]
- Dynasty Warriors 6 - Cai Wenji, diverse röster[1]
- Dynasty Warriors 7 - Cai Wenji[1]
- Dynasty Warriors 7: Xtreme Legends - Cai Wenji[1]
- Dynasty Warriors 8 - Cai Wenji[1]
- Elder Scrolls Online - Nord, Reachman, Spriggan[1]
- Eternal Sonata - Polka[1]
- Eternal Trinity - Evil Goddess[1]
- Etrian Odyssey Untold: The Millennium Girl - Raquna[1]
- Everquest II - diverse röster[1]
- Final Fantasy XIII - diverse röster[1]
- Final Fantasy XIII-2 - forskare C, Nora B, student[1]
- Final Fantasy XIV - Nanamo ul Namo[1]
- Fire Emblem: Awakening - Emmeryn[1]
- Firefall - Dr. Pauleson, Lt. Hess och Dr. Mitra Bathsheba[1]
- Fusion Fall - May Kramp[1]
- Guilty Gear Xrd: Sign[1]
- Hyperdevotion Noire: Goddess Black Heart - Noire (Black Heart)[1]
- Hyperdimension Neptunia - Noire (Black Heart)[1]
- Hyperdimension Neptunia Mk2 - Noire (Black Heart)[1]
- Hyperdimension Neptunia Re;Birth 1 - Noire (Black Heart)[1]
- Hyperdimension Neptunia Re;Birth 2: Sisters Generation - Noire (Black Heart)[1]
- Hyperdimension Neptunia Victory - Noire (Black Heart)[1]
- Hyperdimension Neptunia Victory II - Noire (Black Heart), Purple Disc[1]
- Hyperdimension Neptunia Producing Perfection - Noire (Black Heart)[1]
- I-Ninja - Aria, Zarola, Operator[1]
- Ingress - Carrie Campbell[1]
- Katamari Forever - Michiru Hoshino[1]
- Kessen - Sarutobi Sasuke[1]
- Kingdoms of Amalur: Reckoning - Goddess Ethene, Wise Human, Arrogant Alfar, Rogue Villain[1]
- The Last of Us - kvinnlig Infected[1]
- League of Legends - Sona, Janna[1]
- Lineage II - Elf, Human Mystic[1]
- Lightning Returns: Final Fantasy XIII - Sarala[1]
- The Lord of the Rings Online: Riders of Rohan - Eowyn, Faronil, kvinnlig alv[1]
- Majin and the Forsaken Kingdom - Princess[1]
- Mind Zero - Sana Chikage[1]
- Monkey Quest - Zeeta, Mantila, Rhea, Ploch, Dimsum, Kioko, Mogri, Trink, Akami, Salve, Kiki, Jolly, Tulup, Hopper, Keli, Jitter, Irini, Tonic, Knit[1]
- Mugen Souls - Alys, Moonworld Goth Chick[1]
- Persona 4 Arena - Chie Satonaka[1]
- Persona 4 Arena Ultimax - Chie Satonaka[1]
- Persona 4 Golden - Chie Satonaka[1]
- Persona Q: Shadow of the Labyrinth - Chie Satonaka[1]
- Play-Doh Create ABCs - Narrator, Blue & Purple Doh's[1]
- Prinny: Can I Really Be the Hero? - Wuxiang Fen, Lady Parsley, Bouquet Garni[1]
- Ragnarok - Roshiha, Demon Boy, Player boy[1]
- Rapala - Lure, Boss[1]
- Red Faction Guerilla - Guerilla Miner[1]
- Rune Factory 4  - Forte[1]
- Saint's Row - diverse röster[1]
- Saint's Row 2 - diverse röster[1]
- Saint's Row: The Third - diverse röster[1]
- Sakura Wars: So Long, My Love - Sagiitta Weinberg, Cheiron Archer[1]
- Shin Megami Tensei: Devil Summoner: Soul Hackers - Naomi, Tomoko, Receptionist Housewife, Bitch Scientist[1]
- Shin Megami Tensei: Devil Survivor Overclocked - Midori Komaki[1]
- Shin Megami Tensei IV - Dantalian, Mother Harlot, Medusa, Hunter, Demon Woman, Demon old Woman, Demon Boy, Boy, Woman[1]
- Silent Hill: Book of Memories - Player Jock, Rashly, New girl, Steel Boss, Water Boss[1]
- Skullgirls - Parasoul[1]
- Sonic Boom: Rise of Lyric - Perci[1]
- Spawn: Armegeddon - Sasha, Wanda, Angels[1]
- Spider-Man 3 - Arsenic Candy Gang[1]
- Spyborgs - Doctor, Kani, Computer[1]
- Tales of the Abyss - Ion, Sync, Florian[1]
- Tales of the Tempest - Arria Ekberg[1]
- Tales of Xillia - Teepo[1]
- Tales of Xillia 2 - Teepo[1]
- The Talos Principle - Alexandra Drennan[1]
- Tekken 6 - Jane[1]
- Tom Clancy's Endwar - Russian agent, German Agent[1]
- Trauma - diverse röster[1]
- Unchained Blades - Mari, Echidna[1]
- Vampire: The Masquerade - Bloodlines - Nadia, Mira[1]
- White Knight Chronicles - Avatar 6, Ruffian, Soldier[1]
- World of Warcraft: The Burning Crusade - Essence of Desire, Commander Sarannis, Dorothee, Wicked Witch[1]
- World of Warcraft: Warlords of Draenor - Yrel, Koristrasza[1]
- Xenosaga Episode III: Also sprach Zarathustra - Citrine, Abel, Mai Magus[1]
- Ys: The Oath in Felghana - Anya, Hugo, Cynthia[1]
- Zero Escape: Virtue's Last Reward - Quark[1]

### Röstskådespeleri i live action
- Brainsurge - Announcer (2009-2011)[1]
- Farewell, My Queen -  La Duchesse Gabrielle de Polignac[1]
- Ruby Red - Lesley Hay, Madame Rossini[1]
- Violetta - Jade[1]
- Creepshow 3 - Radio[1]

### Skådespeleri i live action-TV- och webbserier
- Bite Me - Marcy[1]
- Cold Squad -  Ex "Masseuse"[1]
- DaVinci's Inquest - Eye Witness[1]
- Dead Man's Gun - Madame Belle[1]
- The Net - Susan[1]
- Arkiv X - servitris[1]
- Madison - Heather[1]

### Skådespeleri i live action-film
- Josie and the Pussycats - Slang Team Leader[1]
- Middlemen - Roxanne[1]
- Cold Turkey - Rachel[1]
- Babette's Feet - Call Girl[1]
- Seeking Winonas - Joanne[1]
- The Bounty Hunter - Starr[1]
- Tribe of Joseph - Robbie[1]